# 黄亭子宾馆
黄亭子宾馆，位于北京市丰台区久敬庄60号，隶属中国人民解放军中部战区空军。

## 简介
该宾馆原称北京军区空军黄亭子招待所（黄亭子宾馆），又称北京军区空军后勤部技术培训中心，大门上方有“北空后勤部技术培训中心”的金字，大门内迎面有横的矮题名墙，墙上镶有“黄亭子宾馆”的金字。2016年，北京军区空军黄亭子招待所获评为中央和北京市的北京地区（城六区）2016-2018年度会议定点单位。
2016年，北京军区空军撤销，成立中部战区空军，黄亭子宾馆转隶中部战区空军。